# Michelbuch
Michelbuch är ett kommunfritt område i Kreis Bergstraße i Regierungsbezirk Darmstadt i förbundslandet Hessen i Tyskland.